# Ньюпорт (Вермонт)
Ньюпорт (англ. Newport) — город и административный центр округа Орлинс в Вермонте в Соединённых Штатах Америки; единственный город округа. Расположен на берегу пограничного с Канадой озера Мемфремейгог. Город занимает второе место по численности населения среди всех муниципалитетов округа (больше только соседний Дерби) и имеет наименьшую географическую площадь. Это второй по численности населения город штата. 
По данным переписи 2020 года, население Ньюпорта составляло 4455 человек, что немного меньше, чем в 2010 году, когда здесь проживало 4589 человек.

## История
Первое поселение в этом районе было основано европейскими колонистами в 1793 году и сначала называлось Пикерел-Пойнт. Это было место, куда отступили рейнджеры Роджерса в 1759 году после вторжения в Канаду во время последней франко-индейской войны.

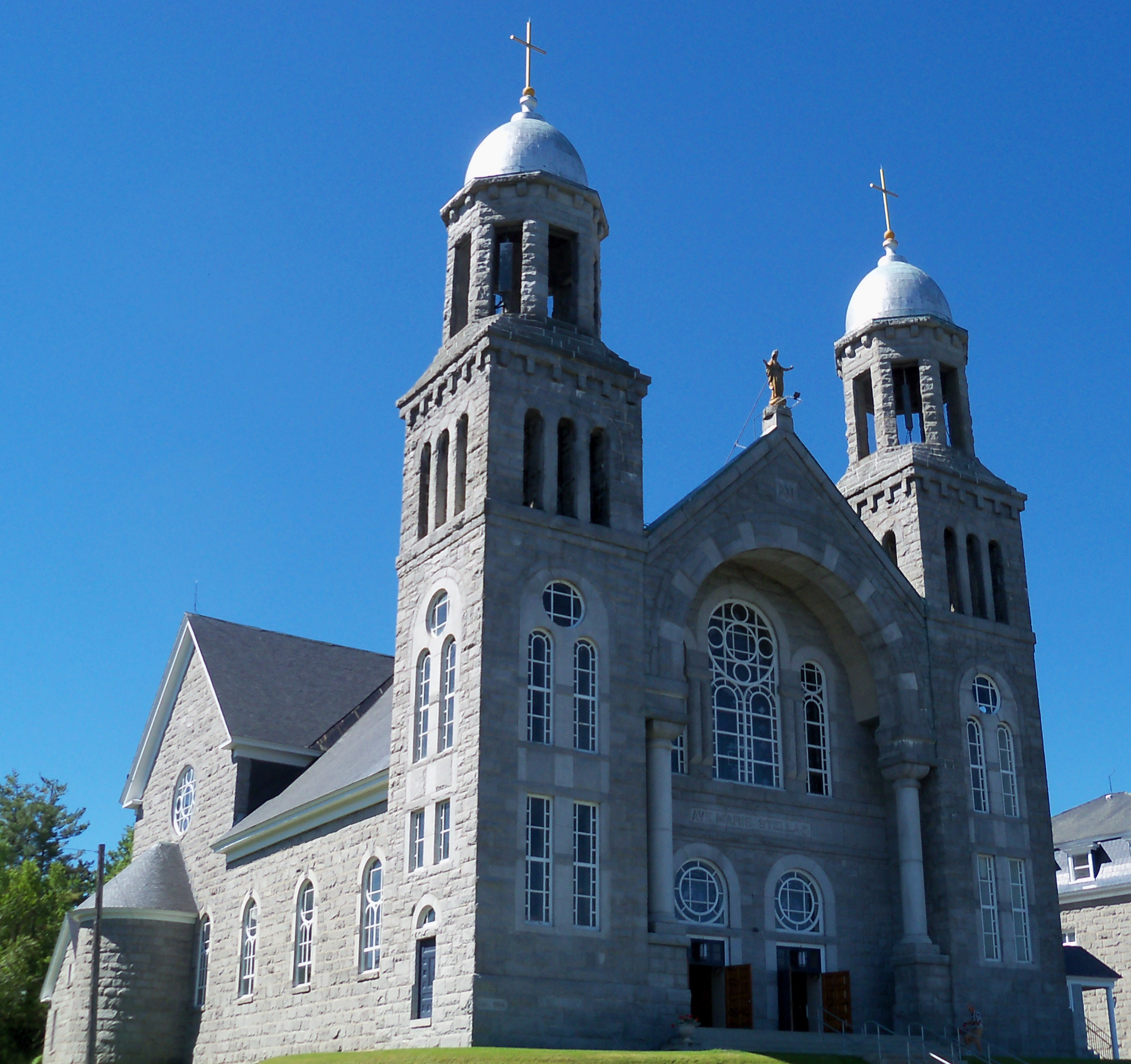
Церковь Святой Марии — Звезды морей в Ньюпорте

В XIX веке колония получила стимул для развития в связи со строительством железной дороги в 1863 году во время Гражданской войны в США. Лесозаготовительная фирма Prouty & Miller обосновалась  здесь с 1865 года. 
В 1877 году здесь была построена Католическая церковь Богоматери — Звезды моря.
Спустя долгое время после окончания послевоенной эпохи Реконструкции, в 1891 году, деревня стала местом расположения Общества воссоединения офицеров Вермонта.
В 1889 году в Ньюпорте была построена Мемориальная библиотека Гудрича.
В августе 1942 года одномоторный учебный самолёт Королевских канадских военно-воздушных сил (RCAF) упал в озеро недалеко от города; пилот погиб.
В Ньюпорте есть две государственные школы и одна частная, а также филиал Общественного колледжа Вермонта.
8 апреля 2024 года в городе Ньюпорте наблюдалось полное солнечное затмение.

## География
По данным Бюро переписи населения США, общая площадь города составляет 7,6 квадратных миль (20 квадратных километров), из которых 6,0 квадратных миль (16 км2) — это суша и 1,6 квадратных миль (4,1 км2) (20,87%) — вода. Город окружает южный берег озера Мемфремейгог. Здесь в озеро впадают три из четырёх крупных рек округа: Клайд, Бартон и Блэк-Ривер.